# تپه شهر سوخته ۲۲۵
تپه شهر سوخته ۲۲۵ در شهرستان زابل، بخش شیب آب، دهستان لوتک، روستای حومه شهر سوخته، ۱۱/۲ کیلومتری جنوب غرب پایگاه باستان‌شناسی شهر سوخته واقع شده و این اثر در تاریخ ۱۵ اسفند ۱۳۸۵ با شمارهٔ ثبت ۱۷۹۸۵ به‌عنوان یکی از آثار ملی ایران به ثبت رسیده است.